# Гаазька таємна справа емісарів
Гаазька справа таємного емісара (кор.: хангиль: 헤이그 특사사건) — спроба долучитися конфіденційних емісарів імператора Корейської імперії Коджона до Другої мирної конференції в Гаазі, Нідерланди, у 1907 році.

## Передумови
Після перемоги Японської імперії над Росією в російсько-японській війні 1904—1905 рр. Японія намагалася офіційно оформити свій контроль над Корейським півостровом. За Японо-корейським договором про протекторат 1905 року вона взяла на себе гегемонію над Корейською імперією.

## Подія
Антияпонські угруповання в Корейській імперії, зокрема, Шим Санкун і Кім Ґя Чжин, вступили в контакт з британським журналістом Ернестом Томасом Бесселем і американським місіонером Гомером Гульбертом, а також з Лі Хак-Кюн, Лі Бум Джин та іншими особами, які перебували за кордоном. Імператор Кочжон послав трьох таємних емісарів, Ї Чжуна (이준, 李儁), Ї Санґ Сул (이상설, 李相卨) і Ї Уічйонґ (이위종, 李瑋鐘) до Другої Гаазької мирної конвенції про визнання недійсними японських дипломатичних маневрів, включаючи Японсько-Корейський договір 1905 року. Прибувши до Гааги, посли оселилися в готелі De Jong і почали діяти відкрито. Представники Коджона відстоювали права монарха управляти Кореєю незалежно від Японії. Однак країни в Гаазі не допустили емісарів до участі в конференції і заблокували цю дипломатичну місію.
Через опозицію Росії до Японії Микола II намагався допомогти трьом корейським емісарам увійти до зали конгресу, але ці спроби були зрештою заблоковані Японією. Емісари імператора Коджона не змогли потрапити в зал для з'їздів. Країни більше не розглядали Корею як незалежну націю, оскільки Японія взяла на себе відповідальність за її міжнародне представництво.
Оскільки послам відмовили в присутності, їм нічого не залишалося, як роздавати листівки та проводити лекції на місці протесту.
На інцидент відреагував надзвичайний і повноважний посол Японії Кейроку Цузукі, який був направлений головним представником на Загальну мирну конференцію. Крім того, журналіст Сінгоро Такаісі, який був направлений з Осаки Майнічі Сімбун, щодня повідомляв про ситуацію на місці. У той час Такаісі був єдиним японцем, який зустрічався з корейцями.

## Підозра у підробці довіреності (особистий лист)
На місці, де знаходиться вищезгаданий готель De Jong, зараз будується «Меморіальний зал мучеників Лі Юнь», де виставлена фотографія «довіреності» імператора Коджона. Він має власноручний підпис під словами «Великий імператор» і печатку «Печатка імператора» внизу. Однак щодо цих підписів і печаток Лі Ян Чже (директор із загальних питань Комітету сприяння 100-річчю мученицької смерті Йі Юна в країні) та експерт із печаток Чун Бьон Ре (директор Центру мистецтв гравіювання печаток Коам) сказав: «Існує ймовірність, що вони були підроблені».
Лі Те Джин з Департаменту історії Сеула припускає: «Це може бути довіреність, у якій місія була передана усно, а потім заповнена». За словами представника Нідерландського національного архіву, «немає жодних записів про те, що три особи представили імператорську довіреність у Гаазі», і існування довіреності не може бути офіційно підтверджено.

## Зміст листа
16 січня 1907 року, до інциденту, «Daehan Maeil Shinbo» передрукував особистий лист Коджона, який був опублікований у London Tribune минулого року. Зміст був таким:
1. Він не визнає договір, підписаний між японським посланником і Пак Чі Цзюнем 17 листопада 1905 року, а також не прикріплює національну печатку.
2. Вони виступали проти свавільного поширення Японією цього договору.
3. Японія не поступалася своєю незалежною імперською владою жодній іншій країні.
4. Необов'язкові договори щодо дипломатичних прав є обов'язковими, а договори щодо внутрішньої політики взагалі не визнаються.
5. Країна не допускає присутності корейського головнокомандувача, а також не дозволяє іноземцям здійснювати імперську владу в найменшій мірі.
6. Ми сподіваємося, що країни світу спільно захистять дипломатичні права Південної Кореї.

## Наслідки в Кореї
Коджону в Кореї загрожував його прояпонський кабінет, сформованим Іто Хіробумі. Сон Бьон Чжун, міністр сільського господарства та промисловості, попросив Коджона відвідати Японію та вибачитися перед імператором Мейдзі або капітулювати перед Хасеґава Йосіміті, командувачем корейської резиденції японської армії.
Після інциденту Годжон був притягнутий до відповідальності та зрікся престолу, юридично втративши владу в країні.

## Розірвання
У 1965 році договори Японії були підтверджені як «вже недійсні» Базовим договором про відносини між Японією та Кореєю.
У 2010 році Японія стверджувала, що хронологічною точкою відліку для «вже недійсних» угод було 15 серпня 1948 року, коли було створено уряд Республіки Корея; але корейський аналіз декларації 1965 року тлумачить її як визнання недійсності всіх договорів і угод, починаючи з 1904 року, що узгоджується з аргументом, який Ї Тджоун та інші намагалися сформулювати в Нідерландах в 1907 році.